# Conrad Quensel
Conrad Quensel (* 10 de diciembre de 1767 en Leyda, Escania, Suecia - 2 de agosto de 1806, Carlbergs) fue un zoólogo, entomólogo y botánico sueco.

## Biografía
Conrad Quensel fue profesor de historia natural en el Museo de Estocolmo.
Hace un viaje a Laponia para observar el clima pero sobre todo las mariposas de la región. Publica después un trabajo de la flora de su país.
Comienza a trabajar en un gran proyecto de historia natural pero  murió sin haber podido llevarlo a cabo. Solo dos volúmenes de Svensk zoologi aparecen en 1806 y en 1823, con dos planchas iluminadas por Johan W. Palmstruch (1770-1811).